# Ericus Phoenix
Ericus Phoenix, född 11 juni 1636 i Målilla församling, Kalmar län, död 6 augusti 1695 i Risinge församling, Östergötlands län, var en svensk präst.

## Biografi
Phoenix föddes 1636 i Målilla församling. Han var son till kyrkoherden därstädes. Phoenix började studera i Linköping och blev i oktober 1659 student vid Uppsala universitet. Hans skrevs in 1660 i Östgöta nations matrikel. Efter studierna i Uppsala studerade han i Tyskland och Holland och avlade 1667 magisterexamen i Helmstedt. Phoenix prästvigdes 29 juni 1672 och blev 1670 konrektor vid Linköpings trivialskola. 1673 blev han rektor vid skolan. Phoenix blev 1674 lektor i grekiska vid Katedralskolan, Linköping och 1675 lektor i latin vid nämnda skola. Han var riksdagsman för prästeståndet vid riksdagen 1680.
År 1683 blev han även kyrkoherde i Slaka församling, prost och penitentiarie i Linköping. Från 1686 var han även kontraktsprost i Valkebo kontrakt och fick samma år en ny tjänst på Katedralskolan som andre teologie lektor. Phoenix var preses vid prästmötet 1687 med avhandlingen "de communicatione idiomatum" (som inte tryckes). Han blev 1692 förste teologie lektor vid Katedralskolan.
1693 blev han kyrkoherde i Risinge församling och tillträdde tjänsten 1694. Phoenix blev samma år kontraktsprost i Bergslags kontrakt. Han avled 1695 i Risinge församling och begravdes 4 januari 1696. Till Phoenixs begravning författade kyrkoherden Johannes Andreœ Köhler i Norrköping en text.

### Familj
Phoenix gifte sig 1667 med Elisabeth Drewhausen (1630-1703) från Stora Kopparberget. Hon var änka efter kontrollören Michael Hansson. Phoenix och Drewhausen fick tillsammans barnen kyrkoherden Johannes Phoenix i Risinge församling, lektorn Erik Phoenix i Linköping och Daniel Phoenix (1672-1672).